# Powervolley Milano 2016-2017
Questa voce raccoglie le informazioni riguardanti la Powervolley Milano nelle competizioni ufficiali della stagione 2016-2017.

## Stagione
La stagione 2016-17 è per la Powervolley Milano, sponsorizzato dalla Revivre, la terza consecutiva in Serie A1: come allenatore viene confermato Luca Monti, mentre le rosa è quasi del tutto cambiata con le poche conferme di Giorgio De Togni, Todor Skrimov, Dante Boninfante, Federico Marretta e Riccardo Sbertoli; tra i nuovi acquisti quelli di Rasmus Nielsen, Nicholas Hoag, Gianluca Galassi, Danilo Cortina, Saša Starović e Ángel Dennis, questi ultimi due ceduti a stagione in corso, mentre tra le cessioni quelle di Aimone Alletti, Kamil Baránek, Krasimir Georgiev, Danail Milušev, Renato Russomanno e Federico Tosi.
Il campionato si apre con la vittoria in casa della Pallavolo Molfetta a cui fanno seguito sette sconfitte consecutive: la squadra di Milano torna al successo durante la nona giornata con il 3-1 alla Pallavolo Padova, per poi chiudere il girone di andata con quattro stop e l'ultimo posto in classifica, non utile per qualificarsi alla Coppa Italia. Il girone di ritorno si apre con una vittoria anche se poi seguono otto sconfitte: nelle ultime quattro giornate di regular season il club lombardo vince due gare e ne perde altrettante, chiudendo all'ultimo posto in classifica. Nei play-off per il quinto posto, dopo aver vinto gara 1 contro la Top Volley, viene sconfitto nelle successive due e quindi eliminato dalla competizione.

## Organigramma societario
Area direttiva
- Presidente: Lucio Fusaro
- Vicepresidente: Ivano Fusaro
- Consigliere delegato: Francesco Ippolito
- Direttore generale: Fabio Carpita
- Segreteria: Martina Di Tomaso

Area organizzativa
- Team manager: Romano Bertoldi
- Direttore sportivo: Fabio Lini
- Consulente delegato: Alberto Gavazzi
- Logistica: Ivano D'Altoè

Area tecnica
- Allenatore: Luca Monti
- Allenatore in seconda: Massimiliano De Marco
- Scout man: Paolo Perrone

Area comunicazione
- Area comunicazione: Marta Robecchi
- Addetto stampa: Gabriele Pirruccio
- Fotografo: Alessandro Pizzi

Area marketing
- Ufficio marketing: Marta Robecchi

Area sanitaria
- Responsabile staff medico: Claudio Benenti
- Preparatore atletico: Diego Cerioli
- Assistente preparatore atletico: Mauro Bettinelli
- Fisioterapista: Luca Maratea
- Osteopata: Luca Tonetti

## Rosa
| N° | Nome              | Ruolo | Data di nascita  | Nazionalità sportiva |
| -- | ----------------- | ----- | ---------------- | -------------------- |
| 3  | Danilo Cortina    | L     | 8 giugno 1987    | Italia               |
| 4  | Nicholas Hoag     | S     | 19 maggio 1992   | Canada               |
| 5  | Andrea Galaverna  | S/O   | 18 febbraio 1994 | Italia               |
| 6  | Riccardo Sbertoli | P     | 23 maggio 1998   | Italia               |
| 7  | Alessandro Tondo  | C     | 18 agosto 1991   | Italia               |
| 8  | Todor Skrimov     | S     | 9 gennaio 1990   | Bulgaria             |
| 9  | Rasmus Nielsen    | S     | 22 maggio 1994   | Danimarca            |
| 10 | Gabriele Rudi     | L     | 14 agosto 1994   | Italia               |
| 11 | Giorgio De Togni  | C     | 7 luglio 1985    | Italia               |
| 12 | Gianluca Galassi  | C     | 24 luglio 1997   | Italia               |
| 13 | Ángel Dennis      | S/O   | 13 giugno 1977   | Cuba                 |
| 14 | Dante Boninfante  | P     | 7 marzo 1977     | Italia               |
| 15 | Saša Starović     | S/O   | 19 ottobre 1988  | Serbia               |
| 16 | Paweł Adamajtis   | S/O   | 30 agosto 1990   | Polonia              |
| 18 | Federico Marretta | S/O   | 9 agosto 1990    | Italia               |

## Mercato
| Acquisti | Acquisti         | Acquisti         | Acquisti   |
| R.       | Nome             | da               | Modalità   |
| -------- | ---------------- | ---------------- | ---------- |
| S/O      | Paweł Adamajtis  | AZS Częstochowa  | definitivo |
| L        | Danilo Cortina   | Impavida Ortona  | definitivo |
| S/O      | Ángel Dennis     | Anwar            | definitivo |
| C        | Gianluca Galassi | Club Italia      | definitivo |
| S/O      | Andrea Galaverna | Materdomini      | definitivo |
| S        | Nicholas Hoag    | Paris            | definitivo |
| S        | Rasmus Nielsen   | Waremme          | definitivo |
| L        | Gabriele Rudi    | Libertas Brianza | definitivo |
| S/O      | Saša Starović    | BluVolley Verona | definitivo |
| C        | Alessandro Tondo | Tricolore        | definitivo |

| Cessioni | Cessioni           | Cessioni           | Cessioni   |
| R.       | Nome               | a                  | Modalità   |
| -------- | ------------------ | ------------------ | ---------- |
| C        | Aimone Alletti     | Piacenza           | definitivo |
| S        | Kamil Baránek      | Paris              | definitivo |
| C        | Matteo Burgsthaler | Trentino           | definitivo |
| S/O      | Ángel Dennis       | Lupi Santa Croce   | definitivo |
| S/O      | Filip Gavenda      | Netzhoppers        | definitivo |
| C        | Krasimir Georgiev  | CSKA Sofia         | definitivo |
| S/O      | Danail Milušev     | Espadon Szczecin   | definitivo |
| L        | Roberto Rivan      | Sabaudia           | definitivo |
| S        | Renato Russomanno  | Emma Villas        | definitivo |
| S/O      | Saša Starović      | PAOK               | definitivo |
| L        | Federico Tosi      | Sir Safety Perugia | definitivo |

## Risultati

### Serie A1

#### Girone di andata
| 1ª giornata - 2 ottobre 2016 PalaPoli, Molfetta             | Molfetta           | 1 - 3 | Powervolley Milano | 22-25, 24-26, 25-12, 30-32        |
| 2ª giornata - 9 ottobre 2016 PalaYamamay, Busto Arsizio     | Powervolley Milano | 1 - 3 | Modena             | 20-25, 18-25, 25-23, 23-25        |
| 3ª giornata - 16 ottobre 2016 Palazzetto dello Sport, Monza | Milano             | 3 - 0 | Powervolley Milano | 25-21, 25-20, 25-16               |
| 4ª giornata - 19 ottobre 2016 PalaYamamay, Busto Arsizio    | Powervolley Milano | 2 - 3 | Callipo            | 25-18, 23-25, 23-25, 26-24, 11-15 |
| 5ª giornata - 23 ottobre 2016 PalaYamamay, Busto Arsizio    | Powervolley Milano | 0 - 3 | Lube               | 18-25, 19-25, 21-25               |
| 6ª giornata - 29 ottobre 2016 PalaBanca, Piacenza           | Piacenza           | 3 - 2 | Powervolley Milano | 40-38, 26-28, 29-31, 25-22, 15-13 |
| 7ª giornata - 1º novembre 2016 PalaYamamay, Busto Arsizio   | Powervolley Milano | 0 - 3 | BluVolley Verona   | 21-25, 19-25, 17-25               |
| 8ª giornata - 6 novembre 2016 PalaTrento, Trento            | Trentino           | 3 - 0 | Powervolley Milano | 29-27, 25-19, 25-19               |
| 9ª giornata - 9 novembre 2016 PalaYamamay, Busto Arsizio    | Powervolley Milano | 3 - 1 | Padova             | 25-19, 25-18, 24-26, 25-19        |
| 10ª giornata - 13 novembre 2016 PalaPolsinelli, Sora        | Argos              | 3 - 0 | Powervolley Milano | 25-18, 25-18, 25-22               |
| 11ª giornata - 20 novembre 2016 PalaDeAndré, Ravenna        | Porto Robur Costa  | 3 - 0 | Powervolley Milano | 25-20, 25-23, 25-17               |
| 12ª giornata - 27 novembre 2016 PalaYamamay, Busto Arsizio  | Powervolley Milano | 2 - 3 | Top Volley Latina  | 25-22, 23-25, 25-21, 19-25, 9-15  |
| 13ª giornata - 4 dicembre 2016 PalaEvangelisti, Perugia     | Sir Safety Perugia | 3 - 0 | Powervolley Milano | 25-20, 25-21, 25-18               |

#### Girone di ritorno
| 14ª giornata - 11 dicembre 2016 PalaYamamay, Busto Arsizio      | Powervolley Milano | 3 - 1 | Molfetta           | 22-25, 25-17, 25-21, 25-19        |
| 15ª giornata - 18 dicembre 2016 PalaPanini, Modena              | Modena             | 3 - 2 | Powervolley Milano | 23-25, 21-25, 25-15, 25-20, 15-11 |
| 16ª giornata - 26 dicembre 2016 PalaYamamay, Busto Arsizio      | Powervolley Milano | 0 - 3 | Milano             | 17-25, 20-25, 22-25               |
| 17ª giornata - 29 dicembre 2016 PalaValentia, Vibo Valentia     | Callipo            | 3 - 0 | Powervolley Milano | 25-23, 25-19, 25-22               |
| 18ª giornata - 6 gennaio 2017 PalaCivitanova, Civitanova Marche | Lube               | 3 - 0 | Powervolley Milano | 25-19, 25-16, 25-17               |
| 19ª giornata - 15 gennaio 2017 PalaYamamay, Busto Arsizio       | Powervolley Milano | 1 - 3 | Piacenza           | 24-26, 26-24, 23-25, 19-25        |
| 20ª giornata - 22 gennaio 2017 PalaOlimpia, Verona              | BluVolley Verona   | 3 - 1 | Powervolley Milano | 20-25, 25-23, 25-17, 27-25        |
| 21ª giornata - 5 febbraio 2017 PalaYamamay, Busto Arsizio       | Powervolley Milano | 0 - 3 | Trentino           | 19-25, 19-25, 17-25               |
| 22ª giornata - 8 febbraio 2017 PalaSanLazzaro, Padova           | Padova             | 3 - 1 | Powervolley Milano | 32-30, 22-25, 25-19, 25-20        |
| 23ª giornata - 12 febbraio 2017 PalaYamamay, Busto Arsizio      | Powervolley Milano | 3 - 2 | Argos              | 25-22, 25-20, 24-26, 17-25, 17-15 |
| 24ª giornata - 18 febbraio 2017 PalaYamamay, Busto Arsizio      | Powervolley Milano | 0 - 3 | Porto Robur Costa  | 20-25, 18-25, 20-25               |
| 25ª giornata - 26 febbraio 207 PalaBianchini, Latina            | Top Volley Latina  | 0 - 3 | Powervolley Milano | 22-25, 23-25, 23-25               |
| 26ª giornata - 22 febbraio 2017 PalaYamamay, Busto Arsizio      | Powervolley Milano | 0 - 3 | Sir Safety Perugia | 17-25, 17-25, 23-25               |

#### Play-off 5º posto
| Ottavi di finale (gara 1) - 12 marzo 2017 PalaBianchini, Latina      | Top Volley Latina  | 1 - 3 | Powervolley Milano | 13-25, 25-16, 21-25, 22-25 |
| Ottavi di finale (gara 2) - 19 marzo 2017 PalaYamamay, Busto Arsizio | Powervolley Milano | 1 - 3 | Top Volley Latina  | 21-25, 25-23, 22-25, 24-26 |
| Ottavi di finale (gara 3) - 22 marzo 2017 PalaBianchini, Latina      | Top Volley Latina  | 3 - 1 | Powervolley Milano | 23-25, 29-27, 25-16, 25-21 |

## Statistiche

### Statistiche di squadra
| Competizione | Punti | In casa | In casa | In casa | In trasferta | In trasferta | In trasferta | Totale | Totale | Totale |
| Competizione | Punti | G       | V       | P       | G            | V            | P            | G      | V      | P      |
| ------------ | ----- | ------- | ------- | ------- | ------------ | ------------ | ------------ | ------ | ------ | ------ |
| Serie A1     | 18    | 14      | 3       | 11      | 15           | 3            | 12           | 29     | 6      | 23     |
| Totale       | -     | 14      | 3       | 11      | 15           | 3            | 12           | 29     | 6      | 23     |

G = partite giocate; V = partite vinte; P = partite perse

### Statistiche dei giocatori
| Giocatore     | Serie A1 | Serie A1 | Serie A1 | Serie A1 | Serie A1 | Totale | Totale | Totale | Totale | Totale |
| Giocatore     | P        | PT       | AV       | MV       | BV       | P      | PT     | AV     | MV     | BV     |
| ------------- | -------- | -------- | -------- | -------- | -------- | ------ | ------ | ------ | ------ | ------ |
| P. Adamajtis  | 9        | 149      | 134      | 14       | 1        | 9      | 149    | 134    | 14     | 1      |
| D. Boninfante | 14       | 7        | 2        | 3        | 2        | 14     | 7      | 2      | 3      | 2      |
| D. Cortina    | 29       | 0        | 0        | 0        | 0        | 29     | 0      | 0      | 0      | 0      |
| G. De Togni   | 22       | 113      | 72       | 33       | 8        | 22     | 113    | 72     | 33     | 8      |
| Á. Dennis     | 11       | 104      | 95       | 6        | 3        | 11     | 104    | 95     | 6      | 3      |
| G. Galassi    | 28       | 169      | 131      | 29       | 9        | 28     | 169    | 131    | 29     | 9      |
| A. Galaverna  | 10       | 13       | 11       | 0        | 2        | 10     | 13     | 11     | 0      | 2      |
| N. Hoag       | 26       | 303      | 245      | 13       | 45       | 26     | 303    | 245    | 13     | 45     |
| F. Marretta   | 24       | 81       | 74       | 4        | 3        | 24     | 81     | 74     | 4      | 3      |
| R. Nielsen    | 13       | 46       | 43       | 1        | 2        | 13     | 46     | 43     | 1      | 2      |
| G. Rudi       | 8        | 0        | 0        | 0        | 0        | 8      | 0      | 0      | 0      | 0      |
| R. Sbertoli   | 27       | 77       | 23       | 35       | 19       | 27     | 77     | 23     | 35     | 19     |
| T. Skrimov    | 22       | 236      | 200      | 14       | 22       | 22     | 236    | 200    | 14     | 22     |
| S. Starović   | 14       | 205      | 177      | 19       | 9        | 14     | 205    | 177    | 19     | 9      |
| A. Tondo      | 27       | 89       | 58       | 20       | 11       | 27     | 89     | 58     | 20     | 11     |

P = presenze; PT = punti totali; AV = attacchi vincenti; MV = muri vincenti; BV = battute vincenti